# Communauté de communes Cère et Goul en Carladès
La communauté de communes Cère et Goul en Carladès est une communauté de communes française, située dans le département du Cantal et la région Auvergne-Rhône-Alpes.

## Historique
Elle a été créée en 2001 pour succéder au SIVOM entre Cère et Goul.
Le 7 mars 2016, la commission départementale de coopération intercommunale du Cantal, réunie pour examiner le projet de schéma départemental de coopération intercommunale, propose, après examen des amendements, de fusionner la communauté de communes de Cère et Goul en Carladès avec 
la communauté d'agglomération du bassin d'Aurillac.
Le rejet de ce projet de fusion par les élus communautaires et les communes de Cère et Goul en Carladès entraîne son abandon.

## Territoire communautaire

### Géographie
Son territoire recouvre le territoire de l'ancienne partie auvergnate du Carladès, tandis que la partie située dans le Rouergue (Aveyron) fait partie de la communauté de communes Aubrac, Carladez et Viadène.

### Composition
La communauté de communes est composée des 11 communes suivantes :

| Nom                     | Code Insee | Gentilé               | Superficie (km2) | Population (dernière pop. légale) | Densité (hab./km2) |
| ----------------------- | ---------- | --------------------- | ---------------- | --------------------------------- | ------------------ |
| Vic-sur-Cère (siège)    | 15258      | Vicois                | 29,37            | 1 908 (2022)                      | 65                 |
| Badailhac               | 15017      | Badailhacois          | 12,48            | 130 (2022)                        | 10                 |
| Cros-de-Ronesque        | 15058      |                       | 16,23            | 147 (2022)                        | 9,1                |
| Jou-sous-Monjou         | 15081      |                       | 6,16             | 107 (2022)                        | 17                 |
| Pailherols              | 15146      | Pailherolais          | 25,98            | 137 (2022)                        | 5,3                |
| Polminhac               | 15154      | Polminhacois          | 29,03            | 1 205 (2022)                      | 42                 |
| Raulhac                 | 15159      | Raulhacois            | 16,98            | 273 (2022)                        | 16                 |
| Saint-Clément           | 15180      |                       | 17,43            | 78 (2022)                         | 4,5                |
| Saint-Étienne-de-Carlat | 15183      | Stéphano-Carladésiens | 10,62            | 124 (2022)                        | 12                 |
| Saint-Jacques-des-Blats | 15192      |                       | 31,48            | 292 (2022)                        | 9,3                |
| Thiézac                 | 15236      | Thiézacois            | 41,7             | 596 (2022)                        | 14                 |

### Démographie
| 1968  | 1975  | 1982  | 1990  | 1999  | 2010  | 2015  | 2021  |
| ----- | ----- | ----- | ----- | ----- | ----- | ----- | ----- |
| 6 131 | 5 803 | 5 688 | 5 340 | 5 060 | 5 042 | 4 968 | 4 979 |

## Administration

### Siège
Le siège de la communauté de communes se trouve 6 rue de l'Elancèze à Vic-sur-Cère (15800).

### Les élus
Depuis le renouvellement des conseils municipaux, en mars 2020, le conseil communautaire de la communauté de communes Cère et Goul en Carladès se compose de 26 membres représentant chacune des communes membres et élus pour une durée de six ans.
Ils sont répartis comme suit :
| Nombre de délégués | Communes              |
| ------------------ | --------------------- |
| 9                  | Vic-sur-Cère          |
| 6                  | Polminhac             |
| 3                  | Thiézac               |
| 1 (+ 1 suppléant)  | les 8 autres communes |

### Présidence
| Période                                  | Période      | Identité        | Étiquette | Qualité                                                  |
| ---------------------------------------- | ------------ | --------------- | --------- | -------------------------------------------------------- |
| 2012                                     | juillet 2020 | Michel Albisson |           | Premier adjoint au maire de Raulhac                      |
| juillet 2020                             | En cours     | Dominique Bru   | PS        | Conseillère régionale d'Auvergne-Rhône-Alpes (2015-2021) |
| Les données manquantes sont à compléter. |              |                 |           |                                                          |

### Régime fiscal et budget
Le régime fiscal de la communauté de communes est la fiscalité professionnelle unique (FPU).

## Pour approfondir